# Heitor da Silva Costa
Heitor da Silva Costa, né le 25 juillet 1873 et mort le 21 avril 1947, est  un ingénieur civil brésilien. Il conçut et réalisa notamment la statue du Christ Rédempteur de Rio de Janeiro, dont la tête et les mains sont l'œuvre du sculpteur français Paul Landowski.